# Ernest Walton
Ernest Walton ili punim imenom Ernest Thomas Sinton Walton (Dungarvan, 6. listopada 1903. – Belfast, 25. lipnja 1995.), irski fizičar. Studirao na Koledžu Presvetog Trojstva u Dublinu. Od 1927. radio je kao eksperimentalni fizičar u Cambridgeu i Dublinu. Bavio se zamislima o ubrzavanju električki nabijenih čestica. Početnu je ideju razvijao i 1932., zajedno s Johnom Cockcroftom, konstruirao akcelerator nabijenih čestica (Cockcroft-Waltonov akcelerator), za što su 1951. obojica dobili Nobelovu nagradu za fiziku. Zajedno s Cockcroftom izveo je transmutaciju litija u helij bombardirajući ga brzim protonima.

## Životopis
Ernest Walton je bio dijete irskih svećenika, metodista. Prema pravilima metodista, on se selio svakih 3 godine u nova područja. Školovao se zato u raznim mjestima, da bi na kraju bio u Belfastu i Dublinu, gdje se pokazalo da ima izvrsne rezultate iz znanosti i matematike. Nastavio školovanje u Cambridgeu, a 1927. je počeo značajnu suradnju s Ernestom Rutherfordom.
Ernest Walton se oženio s Fredom Wilson 1934., a imali su petoro djece.

### Istraživački rad
Ernest Walton i John Cockcroft su došli na ideju da se protoni, koji se mogu dobiti ionizacijom vodika pri električnom pražnjenju u vakuumskoj cijevi, mogu pod utjecajem električnog polja visokog napona, ubrzavati i vidu usmjerenih zraka usmjeriti k elementima, da bi se dobila nuklearna reakcija i pretvorba u nove kemijske elemente. 1932. su izveli poznati pokus, kada su bombardiranjem atoma litija s protonima, uspjeli ih razdvojiti u dvije alfa-čestice, s akceleratorom čestica, koji je konstruirao Leo Szilard. Brzi protoni su ubrzani pod naponom od 125 000 V, a alfa-čestice su uočene scintilacijom na zaslonu od cinkovog sulfida (ZnS). To je bio prvi eksperimentalni dokaz pretvorbe kemijske tvari u energiju i tada je prvi puta uočen gubitak ili defekt mase. Taj pokus je popularno nazvan „cijepanje” atoma.
Nakon tog pokusa, Cockcroft i Walton su nastavili zajedničku suradnju na usavršavanju akceleratora čestica, pa je nastao Cockroft-Waltonovog akcelerator čestica. Na njemu su se mogle dobiti nuklearne čestice velike energije, a sastojao se od niza kondenzatora jednakog kapaciteta i ispravljačkih elektronskih cijevi, koje se povezuju paralelno ili serijski, a služile su kao ventili jer su propuštali električnu struju samo u jednom smjeru. Ovaj uređaj se naziva još kaskadni generator ili naponski multiplikator. Mogao je stvarati napon i do 800 000 V. Jedan uređaj se nalazi i u Institutu Ruđer Bošković.
1934. se vratio u Irsku, gdje je radio kao profesor. Bavio se istraživanjem fosforescencije, datiranjem radioaktivnim tvarima i postavljanjem tankih slojeva ili filmova na stakla.